# Ich glaub nie mehr an eine Frau
Ich glaub' nie mehr an eine Frau ist der Titel eines frühen deutschen Tonfilms, den Max Reichmann 1929 für die Münchener Emelka realisierte. Das Drehbuch verfasste Curt J. Braun nach einer eigenen Geschichte, die er mit Walter Reisch für den Film bearbeitet hatte. Anton Kuh und Werner Scheff schrieben die Dialoge. Die Hauptrolle in dem dramatischen Sängerfilm, in dem auch Werner Fuetterer, Gustaf Gründgens, Paul Hörbiger und Maria Matray mitwirkten, spielte der berühmte Tenor Richard Tauber.

## Handlung
Der ehemals umjubelte Sänger Stefan wurde von einer Frau so schwer enttäuscht, dass er sich in die Ferne zurückgezogen hat. Jetzt heuert er auf einem Schiff an, um zurück in die Heimat zu kommen. Unterwegs freundet er sich mit dem Matrosen Pieter an, der ihn nach Hause zu seiner Mutter mitnimmt. Pieter verliebt sich in ein Mädchen, das sich als seine Schwester herausstellt, die inzwischen als Prostituierte arbeitet. Stefan hilft dem Freund, befreit seine Schwester und bringt sie zurück zu ihrer Mutter. Die Männer sind jedoch so enttäuscht von dieser neuen Erfahrung, dass es sie wieder hinauszieht in die Ferne.
(filmportal.de)

## Hintergrund
Der Film war eine Gemeinschaftsproduktion der Max Reichmann Filmproduktion GmbH und der Münchener Lichtspielkunst AG („Emelka“). Die Produktion leitete Manfred Liebenau (Erik Lund). Aufnahmeleiter war Hans Naundorf. Die Filmbauten errichtete Erich Czerwonski, Maskenbildner war Carl Eduard Schulz. An der Kamera standen Reimar Kuntze und Charles Métain, die Tonaufnahmen besorgten unter der Leitung von Guido Bagier die Techniker Karl Brodmerkel und Erich Lange. Die Filmkomposition schrieb Paul Dessau, der auch die musikalische Leitung innehatte.
Im Film wurden mehrere Schlagerlieder gesungen, die Walter Jurmann, Hermann Krome, Henry Love (eigentlich Hilde Loewy) und Otto Stransky geschrieben hatten. Die Melodie zu dem Titelschlager “Ich glaub’ nie mehr an eine Frau” komponierte Richard Tauber.
Die Liedtexte verfassten Fritz Rotter und Dr. Fritz Löhner unter seinem Künstlernamen Beda.
- Das alte Lied. Boston (Henry Love, Beda)
- Deine Mutter bleibt immer bei dir. Lied u. Boston (Walter Jurmann, Fritz Rotter)
- Ich glaub’ nie mehr an eine Frau. Lied u. Boston (Richard Tauber, Fritz Rotter)
- Übers Meer grüß ich dich, Heimatland. Slow-fox (Hermann Krome, Fritz Rotter)
- Das Dirnenlied (nur im Film, evtl. von Dessau komponiert, von Tauber als Epilog gesungen)[4]

Die Tonfilmschlager erschienen auf Schellackplatten und waren auch außerhalb des Lichtspieltheaters und auch als Instrumentaltitel erfolgreich: der Film warb für die Platte, diese für den Film. Und der Rundfunk brachte beides unter die Leute.
Der Film, der unter dem spekulativ klingenden Arbeitstitel „Das Dirnenlied“ begonnen worden war, lag der Reichsfilmzensur am 16. Januar 1930 zur Begutachtung vor. Am 3. Februar 1930 wurde er im Premièrentheater Capitol in Berlin erstaufgeführt. Die Feierlichkeiten wurden ausschnittweise im Rundfunk übertragen.

## Tondokumente
- Übers Meer grüß ich dich, Heimatland. Slow-fox a.d. Film „Ich glaub nie mehr an eine Frau“ (Hermann Krome, Fritz Rotter) Saxophon-Orchester Dobbri. Parlophon B.12 188-I (Matr. 38 338), aufgen. 1930[7]
- Übers Meer grüß ich dich, Heimatland. Slow-fox a.d. Film „Ich glaub nie mehr an eine Frau“ (Hermann Krome, Fritz Rotter) Tenor Marcel Wittrisch, aufgen. im Beethoven-Saal zu Berlin. Electrola E.G. 1767 / 60-510 (Matr. BLR 6020-II)[8]
- Ich glaub’ nie mehr an eine Frau. Lied u. English Waltz (Richard Tauber, Fritz Rotter) a.d. Film „Ich glaub nie mehr an eine Frau“. Kammersgr. C. Richard Tauber. Orchester Dajos Béla. Odeon O-4956 (Matr. Be 8336-2)[9]
- Ich glaub’ nie mehr an eine Frau. Lied u. English Waltz (Richard Tauber, Fritz Rotter) a.d. Film „Ich glaub nie mehr an eine Frau“. Carl Jöken, Tenor mit Orchesterbegleitung. Tri-Ergon T.E. 5785-A (Matr. 03193) [02.1930]
- Ich glaub’ nie mehr an eine Frau. Boston (Tauber / Rotter) Bernard Etté und sein Orchester. Kristall Electro Nr. 3052 (C 359, a), aufgen. Berlin, März 1930[10]
- Deine Mutter bleibt immer bei dir. Lied u. Boston (Fritz Rotter, Walter Jurmann) Kammersgr. C. Richard Tauber. Orchester Dajos Béla. Odeon O-4955 a (Be 8734-1)[11]
- Deine Mutter bleibt immer bei dir. Lied u. Boston (Fritz Rotter, Walter Jurmann) aus dem Richard Tauber-Tonfilm „Ich glaub' nie mehr an eine Frau“. Tenor Marcel Wittrisch, Orchester Marek Weber. Electrola E.G. 1614 (Matr. BNR 820 II), aufgen. in der Singakademie Berlin, 1. November 1929[12]
- Deine Mutter bleibt immer bei dir. Boston (Jurmann-Rotter) Sam Baskini und seine Jazz Symphoniker. Kalliope K 1517 (Matr. Zw ?)
- Deine Mutter bleibt immer bei dir. Boston (Jurmann-Rotter) Theo Mackeben und sein Orchester. Ultraphon A 239 (Matr. 10 358), aufgen. Okt. 1929
- Das alte Lied. Lied u. Boston (Henry Love, Text Beda) Richard Tauber singt und begleitet sich selbst am Flügel. Odeon O-4920 (Be 7469-1), aufgen. 25. Okt. 1928[13]
- Das alte Lied. Lied u. Boston (Henry Love, Text Beda) Raoul Aslan, am Flügel Hilde Loewy-Flatter. Columbia 14 139 (Matr. WA 7239)[14]
- Hörbeispiel aus dem Tri-Ergon Platten-soundtrack: Es sprechen Richard Tauber, Paul Hörbiger, Werner Fuetterer. Nach dem Intro und einigem Stimmgewirr […] singt Tauber »Übers Meer grüß ich dich, Heimatland« (Text: Fritz Rotter)[15]

## Rezeption
“Ich glaub’ nie mehr an eine Frau” war Richard Taubers erster Tonfilm, dem unter der Regie von Max Reichmann weitere folgten: 1930 “Die große Attraktion”, “Das lockende Ziel” und “Das Land des Lächelns”, 1931 “Wie werde ich reich und glücklich”, und 1932 “Melodie der Liebe”. Mit seinem Cousin und Berater Max Tauber gründete der Sänger 1930 eine eigene Produktionsfirma, die “Richard-Tauber-Tonfilm-Gesellschaft”, die jedoch schon 1931 ihren Betrieb einstellte, weil sich Tauber mit dem Geschäftsführer Manfred Liebenau überworfen hatte und aus der Firma ausgestiegen war.
Rezensionen des Tonfilms erschienen von/in:
Herbert Jhering besprach die Premièrenfeierlichkeiten im “Berliner Börsen-Courier” und befand: “Ich glaub' nie mehr an eine Frau – Tiefstand des Films, Tiefstand des Gefühls, Tiefstand des Geistes.”
Hans Wollenberg: Die Wechselwirkung Schallplatte und Film, in: “Film und Ton” (Wochenbeiblatt der “Lichtbild-Bühne”) vom 1. Februar 1930:
“Drei Platten aus dem ersten Tauber-Tonfilm sind jetzt bereits bei Lindström herausgekommen: »Übers Meer, übers Meer«, das »Mutterlied« und der von Tauber selbst komponierte Titelschlager »Ich glaub‘ nie mehr an eine Frau«. Schon heute beginnen diese Platten, ausgezeichnet durch jenen eigenen gefühlsgesättigten Reiz, dem Taubers kultivierte Stimme ihre besondere Popularität verdankt, für den Tonfilm als Schrittmacher zu wirken.”
p.s. (= Poldi Schmidt) in: “Lichtbild-Bühne”, Nr. 30, 4. Februar 1930: “Den Aufnahmetechnikern sind alle sprachlichen, instrumentalen und vokalen Aufnahmen auf das beste gelungen, die Regie der Sprache und der Musik dokumentiert einen Gipfelpunkt moderner Tonfilmtechnik.”
Siegfried Kracauer beschrieb in seiner Rezension in der Frankfurter Zeitung vom 1. März 1930 die Tonqualität der Tri-Ergon-Aufnahmen als das herausragende Merkmal des Films: »Der Ton Taubers in diesem Film klingt makellos rein, die Nuancen werden getreu wiedergegeben und sämtliche Stimmen kommen aus den zu ihnen gehörigen Mündern.«, setzte aber gleich skeptisch hinzu: “Wenn nur der Gehalt der Tonfilme sich im selben Maß vervollkommente wie ihre technische Durchführung!”

## Restaurierung des Films
Dieser Film aus der Anfangszeit des deutschen Tonfilms galt als verschollen. Elf 40-cm-Kinoschallplatten von Tri-Ergon, die zu der Nadeltonkopie des Films gehören, fand man bei Umräumarbeiten 2015 wieder. Sie wurden digitalisiert und befinden sich derzeit im Jüdischen Museum Berlin. „Ich glaub' nie mehr an eine Frau“ konnte 2020 im Rahmen des Förderprogramms Filmerbe (FFE) vom DFF – Deutsches Filminstitut & Filmmuseum aus mehreren, insbesondere österreichischen, portugiesischen und belgischen Kopien vollständig restauriert und digitalisiert werden.